# Tokubetsu Kōtō Keisatsu

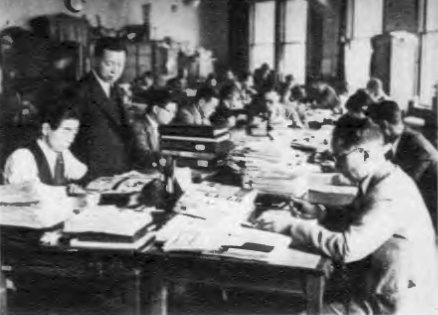
L'ufficio dell'Apparato di Polizia Speciale Superiore, sezione censura del Dipartimento della Polizia metropolitana di Tokyo

L'Apparato di Polizia Speciale Superiore (特別高等警察?, Tokubetsu Kōtō Keisatsu), spesso abbreviato in Tokkō (特高?, Tokkō ), è stata una forza di polizia creata nel 1911 nell'Impero del Giappone, soprattutto per investigare e controllare gruppi politici ed ideologie considerate poter essere una minaccia per l'ordine pubblico. La sua funzione principale era essere la controparte civile delle Kempeitai e Tokeitai militari, e può essere considerata come l'equivalente del Federal Bureau of Investigation negli Stati Uniti in termini di investigazioni criminali e di funzioni di controspionaggio. È stata anche meno caritatevolmente comparata alla Gestapo, la polizia segreta nazista. La  Tokkō è stata anche conosciuta come Polizia della Pace (治安警察?,  Chian Keisatsu) o più notoriamente come polizia del pensiero, o psicopolizia (思想警察?,  Shisō Keisatsu).

## Storia
L'Episodio di alto tradimento (大逆事件?, Taigyaku jiken) del 1910, conosciuto anche come Episodio di Kōtoku (幸徳事件?, Kōtoku jiken), fece da stimolo per la creazione della Tokkō sotto l'egida del Ministero degli Affari Interni (内務省?, Naimu-shō). Con la Rivoluzione russa del 1917, le agitazioni interne dovute ai Moti per il riso del 1918, l'aumento degli scioperi e delle agitazioni dei lavoratori attraverso il movimento operaio, e la Ribellione Samil in Corea, la Tokkō si espanse enormemente durante l'amministrazione di Hara Takashi, e i successivi governi. La Tokkō fu incaricata di sopprimere i "pensieri pericolosi" che avrebbero potuto danneggiare lo stato. In particolare, erano considerati tali l'anarchismo, il comunismo, il socialismo, e la crescita della popolazione straniera in Giappone, ma il suo operato si estese gradualmente fino ad includere gruppi religiosi, pacifisti, attivisti studenteschi, liberali e di estrema destra.
Dopo il passaggio della Legge per la Preservazione della Pace del 1925, il potere della Tokkō si espanse tremendamente, includendo sezioni in ogni prefettura giapponese, città maggiori e località d'oltremare con una vasta popolazione giapponese, come Shanghai, Londra e Berlino. Negli ultimi anni delle decadi '20 e '30, la Tokkō lanciò una forte campagna per distruggere il Partito Comunista Giapponese con diverse ondate di arresti di massa verso i membri conosciuti, i simpatizzanti ed i sospetti simpatizzanti (Incidente del 15 marzo).
La Tokkō era composta da sei dipartimenti: Lavoro Speciale di Polizia, Sorveglianza Stranieri, Coreani in Giappone, Relazioni Lavorative, Censura, Arbitrato. Nel 1927, fu aggiunto un sotto-ufficio: la Sezione Pensiero, inserita all'interno dell'Ufficio Affari Criminali, per lavorare allo studio e soppressione delle ideologie sovversive. La Tokkō fece largo uso di agenti in uniforme ed in incognito, assieme ad una vasta rete di informatori. Questi erano spesso agenti sotto copertura che si infiltravano in organizzazioni sospette ed agendo da agenti provocatori, o informatori volontari dalle associazioni di quartiere, molto diffuse in Giappone con il nome di Tonarigumi. Le attività di controspionaggio includevano anche il monitoraggio delle telefonate e delle comunicazioni radio sia verso sia al di fuori del Giappone e delle aree vicine.
Fino al 1936, la Tokkō aveva arrestato 59.013 persone, delle quali cinquemila rinviate a giudizio; la metà di questi furono condannate al carcere. I prigionieri furono costretti a scrivere resoconti di come erano stati coinvolti in "ideologie pericolose", riscrivendoli finché i loro interrogatori non fossero "atti allo scopo". Questi, quindi, vennero usati per provare i loro presunti coinvolgimenti criminali. La Tokkō venne abolita nell'ottobre del 1945 dalle autorità d'occupazione delle forze alleate. Questo costrinse il principe Naruhiko Higashikuni a rassegnare le dimissioni da primo ministro.

## Figure principali
- Genki Abe[3]

## Casi notabili riguardanti la Tokkō
- Investigazione sulla rete di spionaggio di Richard Sorge.[4]
- Morte per tortura di Takiji Kobayashi, scrittore di Hokkaidō.

## Nella cultura di massa
- La polizia segreta dell'immaginario e futuristico paese di Oceania è un riferimento alla Polizia del Pensiero, abbreviato in Psicopolizia in Neolingua nel romanzo 1984 di George Orwell.
- La Tokubetsu Kōtō Keisatsu viene citata nel film d'animazione giapponese Si alza il vento del 2013: durante il film, il protagonista Jirō Horikoshi (realmente esistito) viene informato che è ricercato dalla Tokkō per i suoi collegamenti con un opponente del Partito Nazista, ed è obbligato per questo a nascondersi.